# Nekrolog 3. Quartal 1985
Nekrolog
◄◄
| ◄
| 1981
| 1982
| 1983
| 1984
| 1985 | 1986 | 1987 | 1988 | 1989 | ► | ►►
1. Quartal |
2. Quartal |
3. Quartal |
4. Quartal 1985
Weitere Ereignisse | Allgemeiner Nekrolog 1985
Die Beschreibung der verstorbenen Person sollte so kurz wie möglich gehalten sein und nur deren signifikante Tätigkeit(en) enthalten.
Neue Namen ggf. auch unter dem Geburts- und Sterbedatum, also etwa unter 1. Januar und im Geburts- und Sterbejahr (2024) eintragen (nur bei entsprechender großer Wichtigkeit). Für Beispiele siehe die schon vorhandenen Artikel.
Außerdem über die fünf zuletzt Verstorbenen, zu denen es einen ausreichend guten Artikel für eine Präsentation auf der Hauptseite gibt, nach der todesbedingten Überarbeitung der Artikel ggf. auch unter Wikipedia Diskussion:Hauptseite informieren und sie am besten auch in den anderen Wikipedia-Sprachversionen eintragen. Tipp: Regelmäßig bei news.google.de nach „ist tot“, „gestorben“ oder „verstorben“ suchen.
Wenn eine Person gestorben ist, gibt es viele Seiten zu dieser Person in der Wikipedia, die davon auch betroffen sind und entsprechend aktualisiert werden müssen. Beispiele: Namenübersichtsseite, Geburtsjahr, Geburtsort-Seiten und viele mehr.
Wie finde ich die betroffenen Seiten?
Im Suchfeld auf der linken Seite gibt man den Suchbegriff so ein: „Vorname Nachname“. Dann klickt man auf Volltext und alle Seiten mit entsprechendem Suchtext werden aufgerufen. Hier sieht man dann schnell, wo auch das Todesjahr Sinn macht oder sogar ein Teil des Artikels angepasst werden muss. Auch hilft das „Werkzeug“ auf der linken Seite sehr gut, um solche Seiten aufzufinden: „Links auf diese Seite“. Somit ist die Wikipedia wieder aktuell in allen Bereichen! Hinweis: bei Eintragung der Kategorie „Gestorben JAHR“ wird der Missbrauchsfilter 49 ausgelöst, was jedoch nicht schlimm ist. Siehe: Spezial:Missbrauchsfilter/49
Dies ist eine Liste von im dritten Quartal 1985 verstorbenen bekannten Persönlichkeiten. Die Einträge erfolgen innerhalb der einzelnen Daten alphabetisch sortiert. Tiere sind im Nekrolog für Tiere zu finden.

## Juli
| Tag      | Name                                           | Beruf, bekannt als                                                                                              | Alter | Beleg |
| -------- | ---------------------------------------------- | --- | ----- | ----- |
| 01. Juli | Adolf Andersson                                | schwedischer Schwimmer                                                                                          | 97    |       |
| 1. Juli  | Lonnie Hillyer                                 | US-amerikanischer Jazztrompeter                                                                                 | 45    |       |
| 01. Juli | Karl Myrbäck                                   | schwedischer Biochemiker                                                                                        | 84    |       |
| 1. Juli  | Franz Pensel                                   | deutscher Politiker                                                                                             | 72    |       |
| 1. Juli  | Harald Pager                                   | österreichischer Grafiker und Erforscher prähistorischer Felszeichnungen                                        | 61    |       |
| 1. Juli  | Grete Schmedes                                 | deutsche Graphikerin und Illustratorin                                                                          | 95    |       |
| 01. Juli | Jean Van Den Bosch                             | belgischer Radrennfahrer                                                                                        | 86    |       |
| 2. Juli  | Johannes Leopold Dewton                        | austroamerikanischer Bibliothekar                                                                               | 79    |       |
| 2. Juli  | Josef Mühlberger                               | deutscher Schriftsteller und Journalist                                                                         | 82    |       |
| 2. Juli  | David Purley                                   | britischer Automobilrennfahrer                                                                                  | 40    |       |
| 2. Juli  | Walter Reichardt                               | deutscher Ingenieur                                                                                             | 82    |       |
| 2. Juli  | Wilhelm Reinking                               | deutscher Bühnenbildner, Theaterregisseur und Schriftsteller                                                    | 88    |       |
| 2. Juli  | Werner Schröder                                | deutscher Zoologe und Direktor des Berliner Aquariums                                                           | 77    |       |
| 3. Juli  | Erik Ågren                                     | schwedischer Boxer                                                                                              | 69    |       |
| 3. Juli  | Eva Colorni                                    | italienische Hochschullehrerin, Professorin der Wirtschaftswissenschaften an der City of London Polytechnic ... | 44    |       |
| 3. Juli  | Irvin Ehrenpreis                               | US-amerikanischer Literaturwissenschaftler und Hochschullehrer                                                  | 65    |       |
| 3. Juli  | Friedrich Geißelbrecht                         | deutscher Politiker (NSDAP), MdR                                                                                | 89    |       |
| 3. Juli  | Ferdinand Haberl                               | deutscher katholischer Theologe, Komponist, Musikwissenschaftler, Organist und Chorleiter                       | 79    |       |
| 3. Juli  | Patricia Hornsby-Smith, Baroness Hornsby-Smith | britische Politikerin, Mitglied des House of Commons                                                            | 71    |       |
| 3. Juli  | Max Kohlhaas                                   | deutscher Bundesanwalt                                                                                          | 76    |       |
| 3. Juli  | Friedrich Ruge                                 | deutscher Marineoffizier, Vizeadmiral, Inspekteur der Marine und Militärschriftsteller                          | 90    |       |
| 3. Juli  | Frank J. Selke                                 | kanadischer Eishockeymanager und -trainer                                                                       | 92    |       |
| 3. Juli  | Cooney Weiland                                 | kanadischer Eishockeyspieler                                                                                    | 80    |       |
| 3. Juli  | Josef Worms                                    | deutscher Politiker (CDU), MdB                                                                                  | 90    |       |
| 4. Juli  | Cecil Cook                                     | britischer Arzt, Protektor der Aborigines im Northern Territory                                                 |       |       |
| 4. Juli  | Henry Ellenbogen                               | US-amerikanischer Politiker österreichischer Herkunft                                                           | 85    |       |
| 4. Juli  | Joseph P. Monaghan                             | US-amerikanischer Politiker                                                                                     | 79    |       |
| 4. Juli  | Jan de Quay                                    | niederländischer Politiker (KVP)                                                                                | 83    |       |
| 4. Juli  | Emil Straus                                    | deutscher Pädagoge, Diplomat und Politiker (CVP), MdL                                                           | 85    |       |
| 4. Juli  | Lotte Strauss                                  | deutsch-amerikanische Pathologin                                                                                | 72    |       |
| 4. Juli  | Herbert Sulzbach                               | deutscher Buchautor                                                                                             | 91    |       |
| 4. Juli  | Willem Adolf Visser ’t Hooft                   | niederländischer reformierter Theologe, ökumenische Persönlichkeit                                              | 84    |       |
| 4. Juli  | Chris Woods                                    | US-amerikanischer Jazz-Saxophonist                                                                              | 59    |       |
| 5. Juli  | Rafael Ayala y Ayala                           | mexikanischer Geistlicher, Bischof von Tehuacán                                                                 | 71    |       |
| 5. Juli  | Johann Gassner                                 | österreichischer Politiker (ÖVP), Abgeordneter zum Nationalrat, Mitglied des Bundesrates                        | 51    |       |
| 5. Juli  | Fritz Schwarz                                  | deutscher evangelischer Geistlicher                                                                             | 54    |       |
| 5. Juli  | Paulino Uzcudun                                | spanischer Schwergewichtsboxer                                                                                  | 86    |       |
| 5. Juli  | Marian Waldman                                 | kanadisch-US-amerikanische Schauspielerin und Drehbuchautorin                                                   | 60    |       |
| 6. Juli  | Rüdiger Robert Beer                            | deutscher Journalist                                                                                            | 81    |       |
| 6. Juli  | Rudolf Meyer                                   | deutscher Pfarrer, Anthroposoph und Schriftsteller                                                              | 89    |       |
| 6. Juli  | Klaus Freiherr von Mühlen                      | deutscher Politiker (FDP/DVP), MdB                                                                              | 75    |       |
| 6. Juli  | Saviniano Pérez                                | uruguayischer Politiker                                                                                         |       |       |
| 6. Juli  | Gottfried Pfeifer                              | deutscher Geograph sowie Hochschullehrer                                                                        | 84    |       |
| 7. Juli  | Joachim Bodamer                                | deutscher Neurologe                                                                                             | 75    |       |
| 7. Juli  | Charles R. Clason                              | US-amerikanischer Politiker                                                                                     | 94    |       |
| 7. Juli  | Guido Kisch                                    | US-amerikanischer Jurist und Rechtshistoriker                                                                   | 96    |       |
| 7. Juli  | Sakurai Shōzō                                  | japanischer Offizier, Generalleutnant in der Kaiserlich Japanischen Armee                                       | 96    |       |
| 7. Juli  | John Scarne                                    | US-amerikanischer Experte für Glücksspiele und Kartenkünstler                                                   | 82    |       |
| 7. Juli  | Friedrich Wolff                                | deutscher Ingenieur und Industrieller                                                                           | 84    |       |
| 8. Juli  | Wim Addicks                                    | niederländischer Fußballspieler                                                                                 | 88    |       |
| 8. Juli  | Simon Smith Kuznets                            | amerikanischer Ökonom und Nobelpreisträger                                                                      | 84    |       |
| 8. Juli  | Jean-Paul Le Chanois                           | französischer Drehbuchautor und Filmregisseur                                                                   | 75    |       |
| 8. Juli  | Solomon Isaakowitsch Pekar                     | ukrainischer Physiker und Hochschullehrer                                                                       | 68    |       |
| 8. Juli  | Diarra Traoré                                  | guineischer Premierminister                                                                                     |       |       |
| 8. Juli  | Willy Wolff                                    | deutscher Maler, Bildhauer und Grafiker                                                                         | 80    |       |
| 9. Juli  | Rafael Campos                                  | US-amerikanischer Schauspieler                                                                                  | 49    |       |
| 9. Juli  | Charlotte                                      | luxemburgische Großherzogin, Herzogin von Nassau (1919–1964)                                                    | 89    |       |
| 9. Juli  | Milo Cipra                                     | jugoslawischer Komponist und Hochschullehrer                                                                    | 78    |       |
| 9. Juli  | Pierre-Paul Grassé                             | französischer Zoologe und Entomologe                                                                            | 89    |       |
| 9. Juli  | Friedemann Keßler                              | deutscher Kommunalpolitiker (CDU), Oberbürgermeister der Stadt Siegen                                           | 56    |       |
| 9. Juli  | Jimmy Kinnon                                   | US-amerikanischer Gründer von Narcotics Anonymous                                                               | 74    |       |
| 9. Juli  | Margaret Molesworth                            | australische Tennisspielerin                                                                                    |       |       |
| 9. Juli  | Luiz Henrique Rosa                             | brasilianischer Sänger und Gitarrist                                                                            | 46    |       |
| 10. Juli | Wilhelm Girnus                                 | deutscher Literaturwissenschaftler, Redakteur und Kommunist                                                     | 79    |       |
| 10. Juli | Kai Holm                                       | dänischer Schauspieler                                                                                          | 89    |       |
| 10. Juli | Hilgard Muller                                 | südafrikanischer Politiker und Außenminister                                                                    | 71    |       |
| 10. Juli | Hubert Offermanns                              | deutscher Boxer                                                                                                 | 79    |       |
| 10. Juli | Arthur J. Ornitz                               | US-amerikanischer Kameramann                                                                                    | 68    |       |
| 10. Juli | Fernando Pereira                               | niederländischer Fotograf portugiesischer Herkunft und Greenpeace-Aktivist                                      | 35    |       |
| 10. Juli | Sabine Ress                                    | deutsche Tänzerin, Ballettmeisterin, Tanzpädagogin und Choreografin                                             | 80    |       |
| 10. Juli | Joachim Friedrich Ritter                       | deutscher Jurist und Diplomat                                                                                   | 80    |       |
| 10. Juli | Carl-Heinz Schwennicke                         | deutscher Architekt und Hochschullehrer                                                                         | 84    |       |
| 10. Juli | Zenon Stefaniuk                                | polnischer Boxer                                                                                                | 55    |       |
| 10. Juli | Oscar Teller                                   | österreichischer Kabarettist und Autor                                                                          | 82    |       |
| 11. Juli | Herbert Amry                                   | österreichischer Diplomat                                                                                       | 46    |       |
| 11. Juli | John Boulicault                                | US-amerikanischer Radrennfahrer                                                                                 | 69    |       |
| 11. Juli | George Duvivier                                | US-amerikanischer Jazzmusiker                                                                                   | 64    |       |
| 11. Juli | Jürgen von Hollander                           | deutscher Schriftsteller und Journalist                                                                         | 61    |       |
| 11. Juli | Emil Laurich                                   | deutscher SS-Hauptscharführer im KZ Majdanek                                                                    | 64    |       |
| 11. Juli | Herbert Louis                                  | deutscher Geograph                                                                                              | 85    |       |
| 11. Juli | Timoteus Pokora                                | tschechischer Sinologe                                                                                          | 57    |       |
| 11. Juli | Georges Verriest                               | französischer Fußballspieler und -funktionär                                                                    | 75    |       |
| 12. Juli | Alexandru Bidirel                              | rumänischer Violinvirtuose                                                                                      | 66    |       |
| 12. Juli | Werner Marx                                    | deutscher Politiker (CDU), MdB                                                                                  | 60    |       |
| 12. Juli | Germán Oller                                   | uruguayischer Politiker                                                                                         |       |       |
| 12. Juli | Clemens Pasch                                  | deutscher Bildhauer und Maler                                                                                   | 74    |       |
| 12. Juli | Herbert Ryser                                  | US-amerikanischer Mathematiker                                                                                  | 61    |       |
| 12. Juli | Eberhard Scharenberg                           | deutscher Offizier und Autor                                                                                    | 85    |       |
| 13. Juli | Charles K. Bliss                               | österreichisch-australischer Erfinder der Bliss-Symbole                                                         | 87    |       |
| 13. Juli | Claudio Cassinelli                             | italienischer Schauspieler                                                                                      | 46    |       |
| 13. Juli | Matthias Hoogen                                | deutscher Politiker (Zentrum, CDU), MdB                                                                         | 81    |       |
| 13. Juli | Oldřich Mikulášek                              | tschechischer Dichter                                                                                           | 75    |       |
| 14. Juli | Ernst von Dombrowski                           | österreichischer Autor, Xylograph und Illustrator                                                               | 88    |       |
| 14. Juli | Gustav René Hocke                              | deutscher Journalist, Schriftsteller und Kulturhistoriker                                                       | 77    |       |
| 14. Juli | Christoph Seitz                                | deutscher Politiker (SED) und Oberbürgermeister von Rostock und Schwerin                                        | 70    |       |
| 14. Juli | Anne Marie Stoll-Rommerskirchen                | deutsche Malerin und Bildhauerin                                                                                | 76    |       |
| 14. Juli | Henk van Tilburg                               | niederländischer Fußballtorhüter                                                                                | 86    |       |
| 15. Juli | Gertrud Bergmann                               | deutsche Bildhauerin, Medailleurin und Kunsthandwerkerin                                                        | 74    |       |
| 15. Juli | Peter Dane                                     | US-amerikanischer Schauspieler                                                                                  | 67    |       |
| 15. Juli | Diego Giacometti                               | Schweizer Künstler und Plastiker                                                                                | 82    |       |
| 15. Juli | Jean-Louis Marnat                              | französischer Automobilrennfahrer                                                                               | 49    |       |
| 15. Juli | M. Blaine Peterson                             | US-amerikanischer Politiker                                                                                     | 79    |       |
| 15. Juli | Heinrich-Georg Raskop                          | deutscher Erwachsenenbildner, Hochschullehrer und Medienpolitiker (CDU), MdL                                    | 81    |       |
| 15. Juli | Hermann Richarz                                | deutscher katholischer Priester                                                                                 | 78    |       |
| 16. Juli | Heinrich Böll                                  | deutscher Schriftsteller und Literatur-Nobelpreisträger                                                         | 67    |       |
| 16. Juli | Kurt von Fritz                                 | deutscher klassischer Philologe                                                                                 | 84    |       |
| 16. Juli | Wayne King                                     | US-amerikanischer Saxophonist und Bigband-Leiter                                                                | 84    |       |
| 16. Juli | Johannes Maria Lenz                            | österreichischer, katholischer Priester, Ordensmann, Verfolgter des NS-Regimes, KZ-Häftling, Buchautor          | 83    |       |
| 16. Juli | Benjamin Shreve                                | US-amerikanischer Amateur-Herpetologe und Juwelier                                                              | 77    |       |
| 16. Juli | George H. Wilson                               | US-amerikanischer Politiker                                                                                     | 79    |       |
| 17. Juli | Leslie C. Arends                               | US-amerikanischer Politiker                                                                                     | 89    |       |
| 17. Juli | Carlos Federico Díaz-Alejandro                 | kubanisch-US-amerikanischer Ökonom                                                                              |       |       |
| 17. Juli | Susanne K. Langer                              | US-amerikanische Philosophin                                                                                    | 89    |       |
| 17. Juli | Fritz Lisetti                                  | österreichischer Zauberkünstler und Illusionist                                                                 | 96    |       |
| 17. Juli | Karl-Heinz Schäfer                             | deutscher Pädiater und Hochschullehrer                                                                          | 74    |       |
| 17. Juli | Rudolf Schäfer                                 | deutscher Historiker, Journalist und Heimatforscher                                                             | 71    |       |
| 17. Juli | Wynn Stewart                                   | US-amerikanischer Country-Musiker                                                                               | 51    |       |
| 18. Juli | Alfons Böcker                                  | deutscher Diplomat und Botschafter                                                                              | 59    |       |
| 18. Juli | Louisa Ghijs                                   | belgische Operettensängerin und Schauspielerin                                                                  | 83    |       |
| 18. Juli | Karl Schott                                    | österreichischer Fußballspieler                                                                                 | 78    |       |
| 18. Juli | David Theander                                 | schwedischer Schwimmer                                                                                          | 93    |       |
| 19. Juli | Mathew Anden                                   | deutscher Theater-, Fernseh- und Filmschauspieler                                                               | 42    |       |
| 19. Juli | Joseph Jaekel                                  | deutscher Metallbildhauer und Hochschullehrer                                                                   | 78    |       |
| 19. Juli | Ewen Montagu                                   | britischer Richter, Autor und Geheimdienstmitarbeiter                                                           | 84    |       |
| 19. Juli | Janusz A. Zajdel                               | polnischer Schriftsteller                                                                                       | 46    |       |
| 19. Juli | Arkadi Zinman                                  | sowjetischer Theater- und Filmschauspieler Biografie Arkadi Zinmans                                             | 76    |       |
| 20. Juli | Leo Alexander                                  | österreichisch-US-amerikanischer Psychoanalytiker                                                               | 79    |       |
| 20. Juli | Bruno de Finetti                               | italienischer Mathematiker                                                                                      | 79    |       |
| 20. Juli | Peter Vilhelm Glob                             | dänischer Prähistoriker, Museumsleiter und Reichsantiquar                                                       | 74    |       |
| 20. Juli | Egon Jönsson                                   | schwedischer Fußballspieler                                                                                     | 58    |       |
| 20. Juli | Fritz Wartenweiler                             | Schweizer Schriftsteller                                                                                        | 95    |       |
| 21. Juli | Alvah Bessie                                   | US-amerikanischer Schauspieler, Übersetzer, Schriftsteller und Drehbuchautor                                    | 81    |       |
| 21. Juli | Aristid von Grosse                             | US-amerikanischer Chemiker                                                                                      | 80    |       |
| 21. Juli | Erich Koschik                                  | deutscher Kanute                                                                                                | 72    |       |
| 21. Juli | Charles Kuhn                                   | US-amerikanischer Kunsthistoriker, Kurator und Museumsdirektor                                                  | 83    |       |
| 21. Juli | Kurt Leibbrand                                 | deutscher Bauingenieur und Verkehrsplaner                                                                       | 71    |       |
| 21. Juli | Ulla-Britt Söderlund                           | schwedische Kostümbildnerin, Oscarpreisträgerin                                                                 | 41    |       |
| 21. Juli | Rudolf Wissell                                 | deutscher Politiker (SPD), MdA                                                                                  | 83    |       |
| 22. Juli | Sebastiano Fraghì                              | italienischer Erzbischof                                                                                        | 82    |       |
| 22. Juli | Edward Hutchinson                              | US-amerikanischer Politiker                                                                                     | 70    |       |
| 22. Juli | Matti Järvinen                                 | finnischer Speerwerfer                                                                                          | 76    |       |
| 22. Juli | William L. Pfeiffer                            | US-amerikanischer Politiker                                                                                     | 78    |       |
| 22. Juli | Paul Pleiger                                   | deutscher Unternehmer und Wehrwirtschaftsführer                                                                 | 85    |       |
| 22. Juli | Simon Schiffrin                                | US-amerikanischer Filmproduzent                                                                                 | 90    |       |
| 22. Juli | Jaap Spaanderman                               | niederländischer Pianist, Cellist, Dirigent und Musikpädagoge                                                   | 88    |       |
| 22. Juli | Erwin Wicker                                   | deutscher General                                                                                               | 74    |       |
| 23. Juli | Manfred Bambeck                                | deutscher Romanist                                                                                              | 66    |       |
| 23. Juli | Giovanni Fallani                               | italienischer Geistlicher und Kurienerzbischof                                                                  | 74    |       |
| 23. Juli | Mickey Shaughnessy                             | US-amerikanischer Schauspieler irischer Abstimmung                                                              | 64    |       |
| 23. Juli | Placidus Wolf                                  | österreichischer Benediktiner, 5. Abt der Abtei Seckau                                                          | 72    |       |
| 24. Juli | José Bódalo                                    | spanischer Schauspieler                                                                                         | 69    |       |
| 24. Juli | Edwin Horace Bryan, Jr.                        | US-amerikanischer Naturforscher und Kurator                                                                     | 87    |       |
| 24. Juli | Kay Kyser                                      | US-amerikanischer Big-Band-Leader, Sänger und Entertainer des Swing                                             | 80    |       |
| 24. Juli | Werner Oehlmann                                | deutscher Musikkritiker, Musikpädagoge und Autor                                                                | 84    |       |
| 24. Juli | Gerhard Schinkel                               | deutscher Politiker (SED)                                                                                       | 59    |       |
| 24. Juli | Alfons Wiederkehr                              | Schweizer Architekt                                                                                             | 69    |       |
| 24. Juli | Donald O. Wright                               | US-amerikanischer Politiker                                                                                     | 92    |       |
| 25. Juli | Silvio Alverà                                  | italienischer Skirennläufer                                                                                     | 63    |       |
| 25. Juli | Carlos Galhardo                                | brasilianischer Sänger                                                                                          | 72    |       |
| 25. Juli | Piano Red                                      | US-amerikanischer Blues-Musiker                                                                                 | 73    |       |
| 25. Juli | Lothar Rohde                                   | deutscher Wissenschaftler und Industrieller                                                                     | 78    |       |
| 25. Juli | Ernst Thape                                    | deutscher Politiker (SPD/SED)                                                                                   | 93    |       |
| 25. Juli | Grant Williams                                 | US-amerikanischer Schauspieler und Sänger                                                                       | 53    |       |
| 25. Juli | Adolf Ziegler                                  | deutscher Schauspieler                                                                                          | 86    |       |
| 26. Juli | Genrich Iljitsch Litinski                      | russisch-sowjetischer Komponist und Hochschullehrer                                                             | 84    |       |
| 26. Juli | Walter Richter                                 | deutscher Schauspieler                                                                                          | 80    |       |
| 26. Juli | Paul Schütz                                    | evangelischer Theologe und Publizist                                                                            | 94    |       |
| 27. Juli | Michel Audiard                                 | französischer Drehbuchautor und Regisseur                                                                       | 65    |       |
| 27. Juli | Helga Molander                                 | deutsche Schauspielerin                                                                                         | 92    |       |
| 27. Juli | Johann Pettenauer                              | österreichischer Politiker (SPÖ), Landtagsabgeordneter                                                          | 83    |       |
| 28. Juli | Hans Karl Friedrich                            | deutscher Schauspieler, Hörspielsprecher, Regisseur und Theaterintendant                                        | 81    |       |
| 28. Juli | Hans Kapfinger                                 | deutscher Zeitungsverleger                                                                                      | 82    |       |
| 28. Juli | Hans Kugler                                    | deutscher Botaniker                                                                                             | 81    |       |
| 28. Juli | Rose Oehmichen                                 | deutsche Schauspielerin und Mitgründerin der Augsburger Puppenkiste                                             | 84    |       |
| 28. Juli | Karl Wiebel                                    | deutscher Jurist, Oberbürgermeister                                                                             | 76    |       |
| 29. Juli | Petar Čule                                     | kroatischer Geistlicher, Bischof von Mostar-Duvno und Apostolischer Administrator von Trebinje-Mrkan            | 87    |       |
| 29. Juli | Léon-Gabriel Gros                              | französischer Dichter und Literaturkritiker                                                                     | 80    |       |
| 29. Juli | Vlastimil Hála                                 | tschechoslowakischer Jazz- und Unterhaltungsmusiker und Kulturmanager                                           | 61    |       |
| 29. Juli | Gertrud Hüssy                                  | Pädagogin, Kirchenlieddichterin, Mitbegründerin der Bruderhofgemeinschaften                                     | 87    |       |
| 29. Juli | Gert Emil Hans Munte                           | deutscher Bauunternehmer                                                                                        | 78    |       |
| 30. Juli | Andreina Ardizzone Emeri                       | italienische Frauenrechtlerin, Politikerin und Anwältin                                                         | 49    |       |
| 30. Juli | Ibrahim Geagea                                 | libanesischer Skirennfahrer                                                                                     | 61    |       |
| 30. Juli | Werner Haag                                    | deutscher Offizier der Wehrmacht und Bundeswehr                                                                 | 76    |       |
| 30. Juli | Alphonse Kahn                                  | deutscher Widerstandskämpfer gegen den Nationalsozialismus                                                      | 77    |       |
| 30. Juli | Peter Nagengast                                | deutscher Grafiker und Illustrator in der DDR                                                                   | 50    |       |
| 30. Juli | André Obrecht                                  | französischer Scharfrichter                                                                                     | 85    |       |
| 30. Juli | François Paco                                  | französischer Automobilrennfahrer                                                                               | 81    |       |
| 30. Juli | Julia Robinson                                 | US-amerikanische Mathematikerin                                                                                 | 65    |       |
| 30. Juli | Robert Sénéchal                                | französischer Unternehmer und Automobilrennfahrer                                                               | 93    |       |
| 30. Juli | Myrl Shoemaker                                 | US-amerikanischer Politiker                                                                                     | 72    |       |
| 30. Juli | Jan Tebbe                                      | deutscher Initiator und Gründer des Allgemeinen Deutschen Fahrrad-Clubs                                         |       |       |
| 30. Juli | Rudolf Tittelbach                              | deutscher Polizeioffizier der VP                                                                                | 65    |       |
| 30. Juli | Franz Josef Weisweiler                         | deutscher Manager                                                                                               | 57    |       |
| 31. Juli | Eugene Carson Blake                            | US-amerikanischer presbyterianischer Theologe, ökumenische Persönlichkeit                                       | 78    |       |
| 31. Juli | Dietrich Gerhard                               | deutscher Historiker                                                                                            | 88    |       |
| 31. Juli | Friedrich Hambrock                             | deutscher Pfarrer der Siebenten-Tags-Adventisten                                                                | 94    |       |
| 31. Juli | Germaine Krull                                 | deutsche Fotografin                                                                                             | 87    |       |
| 31. Juli | Jules Moch                                     | französischer Politiker (SFIO)                                                                                  | 92    |       |
| 31. Juli | Dick Vance                                     | US-amerikanischer Jazz-Trompeter                                                                                | 69    |       |
| Juli     | Otto Bredl                                     | deutscher Jazz- und Unterhaltungsmusiker                                                                        | 56    |       |
| Juli     | Oleg Polunin                                   | englischer Botaniker und Professor                                                                              | 70    |       |
| Juli     | Ronnie Rooke                                   | englischer Fußballspieler                                                                                       | 73    |       |
| Juli     | Michael Spohn                                  | deutscher Schriftsteller und Zeichner sowie ein schwäbischer Mundartdichter                                     | 43    |       |
| Juli     | Kurt von Wolowski                              | deutscher Schauspieler                                                                                          | 88    |       |

## August
| Tag        | Name                                    | Beruf, bekannt als                                                                                              | Alter | Beleg |
| ---------- | --------------------------------------- | --- | ----- | ----- |
| 1. August  | Alois Carigiet                          | Schweizer Künstler, Maler und Kinderbuchautor                                                                   | 82    |       |
| 1. August  | Karel Eduard van Charante               | niederländischer Faschist                                                                                       | 90    |       |
| 1. August  | Helene Engelmann                        | österreichische Eiskunstläuferin                                                                                | 87    |       |
| 1. August  | Arthur Hanau                            | deutscher Agrarwissenschaftler                                                                                  | 82    |       |
| 1. August  | Victoria Mxenge                         | südafrikanische Anti-Apartheid-Aktivistin und Mordopfer                                                         | 43    |       |
| 1. August  | Fernando Previtali                      | italienischer Dirigent, Komponist und Musikschriftsteller                                                       | 78    |       |
| 1. August  | Erich Röhn                              | deutscher Violinist                                                                                             | 75    |       |
| 1. August  | Wulf Schadendorf                        | deutscher Kunsthistoriker und Museumsleiter                                                                     | 58    |       |
| 1. August  | James L. Shaver                         | US-amerikanischer Politiker                                                                                     | 83    |       |
| 1. August  | Joseph Walker                           | US-amerikanischer Kameramann                                                                                    | 92    |       |
| 1. August  | Sam Wooding                             | US-amerikanischer Jazz-Pianist, -Arrangeur und -Bandleader                                                      | 90    |       |
| 2. August  | Philip Don Estridge                     | US-amerikanischer Ingenieur, Entwickler des IBM-PC                                                              | 48    |       |
| 2. August  | Frank Faylen                            | US-amerikanischer Schauspieler                                                                                  | 79    |       |
| 2. August  | Marzell Oberneder                       | deutscher Lehrer, Musiker und Heimatdichter                                                                     | 94    |       |
| 2. August  | Reinhold Roth                           | deutscher Politiker (NSDAP), MdR                                                                                | 85    |       |
| 2. August  | Karl-Heinz Stroux                       | deutscher Schauspieler, Regisseur und Theaterleiter                                                             | 77    |       |
| 2. August  | João Pereira Venâncio                   | römisch-katholischer Bischof von Leiria                                                                         | 81    |       |
| 3. August  | Gordon Churchill                        | kanadischer Rechtsanwalt, Offizier und Politiker                                                                | 86    |       |
| 3. August  | Robert Hunter Middleton                 | US-amerikanischer Stempelschneider (Graveur), Grafiker und Typograf                                             | 87    |       |
| 3. August  | Jean Raebel                             | deutscher Motorkonstrukteur                                                                                     | 85    |       |
| 3. August  | Ivan Rakovec                            | jugoslawischer Paläontologe                                                                                     | 85    |       |
| 3. August  | Wilhelm Kusserow                        | deutscher Lehrer und Organisator neuheidnisch-völkischer Gruppen                                                | 84    |       |
| 4. August  | Adolphe Braeckeveldt                    | belgischer Radrennfahrer                                                                                        | 72    |       |
| 4. August  | Fritz Eikemeier                         | deutscher Kommunist, Widerstandskämpfer gegen das NS-Regime, KZ-Häftling und Polizeipräsident von Ost-Berlin    | 77    |       |
| 4. August  | Hans Günter Hauffe                      | deutscher Wirtschaftsanwalt und Schriftsteller                                                                  | 81    |       |
| 4. August  | Zbyněk Vostřák                          | tschechischer Komponist                                                                                         | 65    |       |
| 4. August  | Don Whillans                            | britischer Bergsteiger                                                                                          | 52    |       |
| 5. August  | Erich Bartl                             | deutscher Astronom und Gründer der Apoldaer Volkssternwarte auf der Jahnhöhe                                    | 64    |       |
| 5. August  | Danny Blair                             | schottischer Fußballspieler                                                                                     | 80    |       |
| 5. August  | Benedikt Dolf                           | Schweizer Komponist                                                                                             | 66    |       |
| 5. August  | Alfred Kauter                           | Schweizer Agrarwissenschaftler                                                                                  | 80    |       |
| 5. August  | Herta Natzler                           | austroamerikanische Schauspielerin                                                                              | 74    |       |
| 5. August  | Erich Wichert                           | deutscher Politiker (SED), Minister für Staatssicherheit der DDR                                                | 76    |       |
| 5. August  | Juozas Žilevičius                       | litauischer Komponist, Organist, Musikpädagoge und -wissenschaftler                                             | 94    |       |
| 6. August  | Krystyna Ankwicz                        | polnische Schauspielerin                                                                                        | 78    |       |
| 6. August  | William Anstruther-Gray, Baron Kilmany  | britischer Politiker (Conservative Party), Mitglied des House of Commons                                        | 80    |       |
| 6. August  | Michael Bachinger                       | österreichischer Politiker (ÖVP), Landtagsabgeordneter                                                          | 86    |       |
| 6. August  | Forbes Burnham                          | guyanischer Politiker und Präsident von Guyana                                                                  | 62    |       |
| 6. August  | Antonino Cassarà                        | italienischer Kommissar und hochrangiger Mafiajäger                                                             | 37    |       |
| 6. August  | Ramón Ernesto Cruz                      | honduranischer Politiker                                                                                        | 82    |       |
| 6. August  | Karl Diebitsch                          | deutscher Maler                                                                                                 | 86    |       |
| 6. August  | Johann Kurz                             | österreichischer Geistlicher, Rektor des Knabenseminars Hollabrunn                                              | 71    |       |
| 6. August  | Richard Pieper                          | deutscher Gewerkschafter (FDGB) und Politiker (SED)                                                             | 62    |       |
| 6. August  | Carl Ruberg                             | deutscher Ökonom und Universitätsprofessor für Betriebswirtschaftslehre                                         | 93    |       |
| 7. August  | Werner Dobelmann                        | deutscher Schriftsteller und Heimatforscher                                                                     | 71    |       |
| 7. August  | Mimi Eckmair-Freudenthaler              | österreichische Schriftstellerin                                                                                | 74    |       |
| 7. August  | Alan Fitch                              | britischer Politiker (Labour Party)                                                                             | 70    |       |
| 7. August  | Raphael Giveon                          | deutscher Ägyptologe                                                                                            | 69    |       |
| 7. August  | Grayson Hall                            | US-amerikanische Schauspielerin                                                                                 | 62    |       |
| 7. August  | Gábor Szegő                             | ungarischer Mathematiker                                                                                        | 90    |       |
| 8. August  | Louise Brooks                           | US-amerikanische Filmschauspielerin                                                                             | 78    |       |
| 8. August  | Milton Greene                           | US-amerikanischer Fotograf                                                                                      | 63    |       |
| 8. August  | Edward Pimental                         | US-amerikanischer Soldat; RAF-Opfer                                                                             | 20    |       |
| 8. August  | Friedrich Kraft Schenck zu Schweinsberg | deutscher Verwaltungsbeamter und Richter                                                                        | 84    |       |
| 8. August  | Alfred Teufel                           | deutscher Unternehmer                                                                                           | 91    |       |
| 8. August  | Julie Vlasto                            | französische Tennisspielerin                                                                                    | 82    |       |
| 8. August  | Leo Weisgerber                          | deutscher Sprachwissenschaftler und Keltologe                                                                   | 86    |       |
| 9. August  | Fred Åkerström                          | schwedischer Liedermacher und Sänger                                                                            | 48    |       |
| 9. August  | Anne Birch                              | dänische Schauspielerin                                                                                         | 40    |       |
| 9. August  | Horst Gentzen                           | deutscher Schauspieler und Synchronsprecher                                                                     | 55    |       |
| 9. August  | Alfred Hoppe                            | deutscher Maler und Grafiker                                                                                    | 78    |       |
| 9. August  | Sister Marie-Stéphane                   | kanadische Musikpädagogin und Komponistin                                                                       | 97    |       |
| 9. August  | Arthur Rosenhammer                      | deutscher Rennfahrer                                                                                            | 75    |       |
| 10. August | Edward E. Swanstrom                     | römisch-katholischer Geistlicher                                                                                | 82    |       |
| 11. August | Willem Johan van Blommestein            | niederländischer Wasserbauingenieur, Projektant des Blommesteinsees in Suriname                                 | 80    |       |
| 11. August | Kurt Bühligen                           | deutscher Jagdflieger                                                                                           | 67    |       |
| 11. August | Nick Ceroli                             | US-amerikanischer Jazzmusiker                                                                                   | 45    |       |
| 11. August | Nicolaus Darboven                       | deutscher Unternehmer                                                                                           | 83    |       |
| 11. August | János Drapál                            | ungarischer Motorradfahrer                                                                                      | 37    |       |
| 11. August | Josef Fath                              | deutscher Fußballspieler                                                                                        | 73    |       |
| 11. August | Pawel Petrowitsch Korowkin              | russischer Mathematiker                                                                                         | 72    |       |
| 11. August | Heinrich Meder                          | österreichischer evangelischer Pfarrer                                                                          | 80    |       |
| 11. August | Walter Stein                            | deutscher SS-Führer und Polizeipräsident                                                                        | 88    |       |
| 12. August | Jakob Adlhart                           | österreichischer Bildhauer                                                                                      | 87    |       |
| 12. August | Aldo Crudo                              | italienischer Drehbuchautor                                                                                     | 69    |       |
| 12. August | Billy DeVore                            | US-amerikanischer Rennfahrer                                                                                    | 74    |       |
| 12. August | Patrick Hines                           | US-amerikanischer Schauspieler                                                                                  | 55    |       |
| 12. August | Manfred Hörhammer                       | deutscher Kapuzinerpater und Mitbegründer von Pax Christi                                                       | 79    |       |
| 12. August | Alfons Luczny                           | deutscher Offizier, zuletzt Generalleutnant im Zweiten Weltkrieg                                                | 91    |       |
| 12. August | Marcel Mihalovici                       | rumänisch-französischer Komponist                                                                               | 86    |       |
| 12. August | Pasquale Prunas                         | italienischer Journalist, Fotograf und Dokumentarfilmer                                                         | 61    |       |
| 12. August | Werner Radig                            | deutscher Archäologe, Volkskundler und Hochschullehrer                                                          | 81    |       |
| 12. August | Kyū Sakamoto                            | japanischer Sänger und Schauspieler                                                                             | 43    |       |
| 12. August | Tsumura Hideo                           | japanischer Filmkritiker                                                                                        | 78    |       |
| 12. August | Masanori Tsuji                          | japanischer Radrennfahrer                                                                                       | 39    |       |
| 12. August | Manfred Winkelhock                      | deutscher Automobilrennfahrer                                                                                   | 33    |       |
| 13. August | Karl Eska                               | österreichisch-amerikanischer Schriftsteller und Journalist                                                     | 79    |       |
| 13. August | Kurt Klöppel                            | deutscher Bauingenieur                                                                                          | 83    |       |
| 13. August | John Willard Marriott                   | US-amerikanischer Unternehmer                                                                                   | 84    |       |
| 13. August | Marion Martin                           | US-amerikanische Schauspielerin                                                                                 | 77    |       |
| 13. August | Hermann Peters                          | deutscher Zoologe                                                                                               | 78    |       |
| 13. August | Johann Pieper                           | deutscher Politiker (SPD), MdL                                                                                  | 81    |       |
| 13. August | Åse Gruda Skard                         | norwegische Hochschullehrerin, Kinderpsychologin und Autorin                                                    | 79    |       |
| 14. August | Manuel Armangué                         | spanischer Wasserballspieler                                                                                    | 84    |       |
| 14. August | Marie Bell                              | französische Schauspielerin und Theaterdirektorin                                                               | 84    |       |
| 14. August | Hans-Dieter Blatzheim                   | deutscher Automobilrennfahrer und Unternehmer                                                                   |       |       |
| 14. August | Alfred Hayes                            | englischer Schriftsteller                                                                                       | 74    |       |
| 14. August | Lina Heydrich                           | deutsche Ehefrau von Reinhard Heydrich                                                                          | 74    |       |
| 14. August | Otto Kaufmann                           | deutscher Heimatforscher                                                                                        | 85    |       |
| 14. August | Gale Sondergaard                        | US-amerikanische Schauspielerin                                                                                 | 86    |       |
| 15. August | Benny Bjerregaard                       | dänischer Schauspieler                                                                                          | 50    |       |
| 15. August | Donald Ferguson                         | US-amerikanischer Radrennfahrer                                                                                 | 92    |       |
| 15. August | Leon Prima                              | US-amerikanischer Jazzmusiker (Trompete, Gesang)                                                                | 78    |       |
| 16. August | Walter Polkehn                          | deutscher Politiker (SPD), MdB                                                                                  | 64    |       |
| 16. August | Friedrich Scheiner                      | österreichischer Beamter                                                                                        | 61    |       |
| 16. August | Géza Toldi                              | ungarischer Fußballspieler und -trainer                                                                         | 76    |       |
| 16. August | Erwin Zucker-Schilling                  | österreichischer Journalist, Publizist und Marxist                                                              | 81    |       |
| 17. August | Manfred Minnich                         | deutscher Trompeter, Komponist, Arrangeur und Dirigent                                                          | 61    |       |
| 18. August | Karl Gußner                             | deutscher Fußballspieler                                                                                        | 77    |       |
| 18. August | Hans-Enno Korn                          | deutscher Archivar und Heraldiker                                                                               | 51    |       |
| 19. August | Robert W. Hasbrouck                     | US-amerikanischer Offizier, Generalmajor der US-Army                                                            | 89    |       |
| 19. August | Käte Oswald                             | deutsche Schauspielerin                                                                                         | 94    |       |
| 19. August | Curtis Howe Springer                    | US-amerikanischer Hochstapler, Radioprediger und Wunderheiler                                                   | 88    |       |
| 19. August | Varnavas Tzortzatos                     | griechischer Metropolit von Kitros und Katerini                                                                 |       |       |
| 19. August | Cedric Wallace                          | US-amerikanischer Jazz-Musiker                                                                                  | 76    |       |
| 19. August | Linus Wittich                           | deutscher Verleger und Unternehmensgründer                                                                      | 56    |       |
| 19. August | Yamazaki Hōdai                          | japanischer Schriftsteller                                                                                      | 70    |       |
| 20. August | Donald O. Hebb                          | kanadischer Psychologe                                                                                          | 81    |       |
| 20. August | Kenneth Kennedy                         | australischer Eisschnellläufer und Eishockeyspieler sowie Eishockeyfunktionär                                   | 71    |       |
| 20. August | Wilhelm Meendsen-Bohlken                | deutscher Marineoffizier und Vizeadmiral im Zweiten Weltkrieg                                                   | 88    |       |
| 20. August | Hermann Schweninger                     | deutscher Täter der NS-Euthanasie                                                                               | 83    |       |
| 20. August | Wilhelm Steger                          | deutscher Kommunalpolitiker, Oberbürgermeister von Traunstein                                                   | 83    |       |
| 21. August | David Olère                             | jüdischer Maler polnischer Abstammung                                                                           | 83    |       |
| 21. August | István Szendeffy                        | ungarischer Ruderer                                                                                             | 85    |       |
| 22. August | Burton Y. Berry                         | US-amerikanischer Diplomat und Kunstsammler                                                                     | 83    |       |
| 22. August | Robert Büchner                          | deutscher Widerstandskämpfer gegen den Nationalsozialismus und Journalist                                       | 80    |       |
| 22. August | Benno Butter                            | deutscher Maler und Grafiker                                                                                    | 70    |       |
| 22. August | Alexandra Sergejewna Chochlowa          | sowjetische Schauspielerin und Drehbuchautorin                                                                  | 87    |       |
| 22. August | Paul Peter Ewald                        | deutscher Physiker, Kristallograph                                                                              | 97    |       |
| 22. August | Roman Jurjew-Lunz                       | sowjetischer Theater- und Filmschauspieler sowie Estradakünstler Biografie                                      | 83    |       |
| 22. August | Willy-August Linnemann                  | deutsch-dänischer Schriftsteller                                                                                | 71    |       |
| 22. August | Josef Weber                             | deutscher Funktionär von Parteien und Gruppierungen der bundesdeutschen Friedensbewegung                        | 77    |       |
| 23. August | Friedrich Bengel                        | deutscher Schlosser, Ritter der Bayerischen Tapferkeitsmedaille                                                 | 92    |       |
| 23. August | Günter Jaschke                          | deutscher Gewerkschafter und Politiker (SPD), MdB                                                               | 64    |       |
| 23. August | Hermann Rohrbach                        | deutscher Opernsänger (Bariton)                                                                                 | 80    |       |
| 23. August | Lou Seitz                               | deutsche Schauspielerin                                                                                         | 86    |       |
| 24. August | Fritz Beck                              | Schweizer Politiker                                                                                             | 95    |       |
| 24. August | Paul Creston                            | amerikanischer Musiker und Komponist                                                                            | 78    |       |
| 24. August | Rupprecht Dittmar                       | deutscher Politiker                                                                                             | 71    |       |
| 24. August | Alois Dorn                              | österreichischer bildender Künstler                                                                             | 77    |       |
| 24. August | Otto Linck                              | deutscher Förster, Geologe, Paläontologe, Naturschützer, Landschaftspfleger, Fotograf, Schriftsteller und Di... | 93    |       |
| 24. August | Wilhelm Matull                          | deutscher Journalist und Historiker                                                                             | 82    |       |
| 24. August | Werner Middelmann                       | deutscher Politiker                                                                                             | 75    |       |
| 24. August | Morrie Ryskind                          | US-amerikanischer Autor und Broadway-Regisseur                                                                  | 89    |       |
| 24. August | Max Sulzbachner                         | Schweizer Maler, Grafiker, Illustrator, Masken- und Bühnenbildner                                               | 81    |       |
| 25. August | Rudi Blesh                              | US-amerikanischer Jazz-Autor                                                                                    | 86    |       |
| 25. August | Eugenio Dellacasa                       | italienischer Wasserballspieler                                                                                 | 84    |       |
| 25. August | Wilhelm Gehrlein                        | deutscher Jurist                                                                                                | 64    |       |
| 25. August | Ludwig Ott                              | deutscher katholischer Theologe und Mediävist                                                                   | 79    |       |
| 25. August | Ellis E. Patterson                      | US-amerikanischer Politiker                                                                                     | 87    |       |
| 25. August | Fred Raul                               | österreichischer Schauspieler und Regisseur                                                                     | 75    |       |
| 25. August | Armin Rhomberg                          | österreichischer Politiker (ÖVP); Landtagsabgeordneter zum Vorarlberger Landtag                                 | 84    |       |
| 25. August | Samantha Smith                          | US-amerikanische Schauspielerin und Friedensaktivistin                                                          | 13    |       |
| 25. August | Günther-Eberhardt Wisliceny             | deutscher Offizier, zuletzt Obersturmbannführer der Waffen-SS im Zweiten Weltkrieg                              | 72    |       |
| 26. August | Åke Fridell                             | schwedischer Schauspieler                                                                                       | 66    |       |
| 26. August | Fred Louis Lerch                        | österreichisch-deutscher Filmschauspieler                                                                       | 83    |       |
| 26. August | Marie Motlová                           | tschechische Schauspielerin                                                                                     | 67    |       |
| 26. August | Leopold Querol i Roso                   | valencianischer Pianist, Komponist und Musikwissenschaftler                                                     | 85    |       |
| 26. August | Charles W. Sandman                      | US-amerikanischer Politiker                                                                                     | 63    |       |
| 27. August | John Albrechtson                        | schwedischer Segler                                                                                             | 49    |       |
| 27. August | Ernst Aust                              | deutscher Politiker (KPD, später KPD/ML)                                                                        | 62    |       |
| 27. August | Walter Frey                             | Schweizer Pianist und Musikpädagoge                                                                             | 87    |       |
| 27. August | Felix Jud                               | deutscher Buchhändler                                                                                           | 86    |       |
| 27. August | Imre Zsoldos                            | ungarischer Jazz- und Unterhaltungsmusiker und Orchesterleiter                                                  | 66    |       |
| 28. August | Isidro Benítez                          | kubanischer Musiker, Dirigent und Komponist                                                                     | 85    |       |
| 28. August | Ruth Gordon                             | US-amerikanische Schauspielerin und Bühnenautorin                                                               | 88    |       |
| 28. August | Claus-Joachim von Heydebreck            | deutscher Politiker (CDU), MdL, Landesminister in Schleswig-Holstein                                            | 78    |       |
| 28. August | Franz Leuthardt                         | Schweizer Biochemiker                                                                                           | 81    |       |
| 28. August | F. Mason Sones                          | US-amerikanischer Mediziner                                                                                     | 66    |       |
| 29. August | Alexander Sawwatjewitsch Abramski       | sowjetischer Komponist und Folklorist                                                                           | 87    |       |
| 29. August | Evelyn Ankers                           | britische Film- und Fernsehschauspielerin                                                                       | 67    |       |
| 29. August | Leo Freisinger                          | US-amerikanischer Eisschnellläufer                                                                              | 69    |       |
| 29. August | Laércio José Milani                     | brasilianischer Fußballspieler                                                                                  | 54    |       |
| 29. August | Michel Pécheux                          | französischer Fechter                                                                                           | 74    |       |
| 29. August | Aaron Marc Stein                        | US-amerikanischer Autor                                                                                         | 78    |       |
| 30. August | Taylor Caldwell                         | englische Schriftstellerin                                                                                      | 84    |       |
| 30. August | Tom Howard                              | britischer Spezialeffektdesigner                                                                                | 75    |       |
| 30. August | Philly Joe Jones                        | US-amerikanischer Jazz-Schlagzeuger                                                                             | 62    |       |
| 30. August | Tatiana Avenirovna Proskouriakoff       | US-amerikanische Archäologin und Illustratorin                                                                  | 76    |       |
| 30. August | Leonard B. Radinsky                     | US-amerikanischer Paläontologe                                                                                  | 48    |       |
| 30. August | Cornelius Erwin Righter                 | US-amerikanischer American-Football-, Rugby-Union- und Basketballspieler und Footballtrainer                    | 88    |       |
| 30. August | José Cubero Sánchez                     | spanischer Torero                                                                                               | 21    |       |
| 30. August | Hanna Schachenmeier                     | deutsche Autorin von Kinderbüchern und Lyrikerin                                                                | 91    |       |
| 30. August | Kurt Triest                             | deutsch-israelischer Fotograf                                                                                   | 78    |       |
| 31. August | Frank Macfarlane Burnet                 | australischer Mediziner                                                                                         | 85    |       |
| 31. August | Gustav Seebich                          | deutscher Kommunalpolitiker (SPD, parteilos)                                                                    | 86    |       |
| 31. August | Karl Steiner                            | Schweizer Politiker                                                                                             | 87    |       |

## September
| Tag           | Name                               | Beruf, bekannt als                                                                              | Alter | Beleg |
| ------------- | ---------------------------------- | ----------------------------------------------------------------------------------------------- | ----- | ----- |
| 1. September  | Robert S. Babcock                  | US-amerikanischer Politiker                                                                     | 70    |       |
| 1. September  | Stefan Bellof                      | deutscher Automobilrennfahrer                                                                   | 27    |       |
| 1. September  | Héctor Cassina                     | argentinischer Radrennfahrer                                                                    | 41    |       |
| 1. September  | Gerhard Pennemann                  | deutscher Landwirt und Politiker (Zentrum), MdL                                                 | 78    |       |
| 1. September  | Alfons Rosenberg                   | deutscher Schriftsteller und Philosoph                                                          | 83    |       |
| 1. September  | Evelyn Sharp, Baroness Sharp       | britische Verwaltungsbeamtin und Politikerin                                                    | 82    |       |
| 1. September  | Harold Himmel Velde                | US-amerikanischer Politiker                                                                     | 75    |       |
| 1. September  | Muhammad Zafrullah Khan            | pakistanischer Politiker, Jurist und Diplomat                                                   | 92    |       |
| 2. September  | Anna Banti                         | italienische Schriftstellerin                                                                   | 90    |       |
| 2. September  | Gonzalo Güell                      | kubanischer Politiker und Botschafter                                                           | 90    |       |
| 2. September  | Abe Lenstra                        | niederländischer Fußballspieler                                                                 | 64    |       |
| 2. September  | Rafael Ramos                       | spanisch-französischer Radrennfahrer                                                            | 74    |       |
| 2. September  | Hugh Walmsley                      | britischer Offizier der Luftstreitkräfte des Vereinigten Königreichs                            | 87    |       |
| 3. September  | Hermann Bay                        | deutscher Bauingenieur                                                                          | 83    |       |
| 3. September  | Alexis I. du Pont Bayard           | US-amerikanischer Politiker                                                                     | 67    |       |
| 3. September  | Ernst Graef                        | österreichischer Künstler                                                                       | 76    |       |
| 3. September  | Heiner Grimm                       | deutscher Kunstmaler                                                                            | 72    |       |
| 3. September  | Jo Jones                           | US-amerikanischer Schlagzeuger                                                                  | 73    |       |
| 3. September  | Ferdinand Kilian                   | deutscher Friseurmeister und Beatles-Fan                                                        | 48    |       |
| 3. September  | Dragan Mance                       | jugoslawischer Fußballspieler                                                                   | 22    |       |
| 3. September  | Johnny Marks                       | US-amerikanischer Komponist                                                                     | 75    |       |
| 3. September  | Julius Stone                       | britischer Rechtstheoretiker und Internationalist                                               | 78    |       |
| 3. September  | Friedrich Timm                     | deutscher Rechtsmediziner und Hochschullehrer                                                   | 89    |       |
| 4. September  | Helmut Behrendt                    | deutscher Sportfunktionär (DDR)                                                                 | 81    |       |
| 4. September  | Heinrich Borriss                   | deutscher Botaniker und Pflanzenphysiologe                                                      | 75    |       |
| 4. September  | Aimable Denhez jr.                 | französischer Radrennfahrer                                                                     | 43    |       |
| 4. September  | Isabel Jeans                       | britische Schauspielerin                                                                        | 93    |       |
| 4. September  | George O’Brien                     | US-amerikanischer Schauspieler                                                                  | 86    |       |
| 4. September  | Hans Paulus                        | deutscher Landwirt und Politiker (parteilos)                                                    | 66    |       |
| 4. September  | Wassyl Stus                        | ukrainischer Dichter und Publizist                                                              | 47    |       |
| 4. September  | Klaus Winkler                      | deutscher Fußballspieler                                                                        | 36    |       |
| 5. September  | Aubrey Diller                      | US-amerikanischer Klassischer Philologe                                                         | 82    |       |
| 5. September  | Gerald Dreyer                      | südafrikanischer Boxer                                                                          | 55    |       |
| 5. September  | Ilse Esdorn                        | deutsche Agrikulturbotanikerin                                                                  | 88    |       |
| 5. September  | Philip M. Morse                    | US-amerikanischer theoretischer Physiker                                                        | 82    |       |
| 5. September  | Magda Rigó                         | ungarische Opernsängerin                                                                        | 75    |       |
| 6. September  | Franco Ferrara                     | italienischer Dirigent und Komponist                                                            | 74    |       |
| 6. September  | Fritz Hartlauer                    | österreichischer Bildhauer und Zeichner                                                         |       |       |
| 6. September  | Little Brother Montgomery          | US-amerikanischer Blues- und Jazz-Sänger und -Pianist                                           | 79    |       |
| 6. September  | Shi Liang                          | chinesische Politikerin                                                                         | 85    |       |
| 6. September  | Günter Spruch                      | deutscher Politiker (SPD), Bezirksbürgermeister von Berlin-Charlottenburg                       | 77    |       |
| 7. September  | Fritz Eheim                        | österreichischer Archivar und Historiker                                                        | 61    |       |
| 7. September  | Frank Kinard                       | US-amerikanischer American-Football-Spieler und -Trainer                                        | 70    |       |
| 7. September  | George Pólya                       | ungarisch-US-amerikanischer Mathematiker                                                        | 97    |       |
| 7. September  | Rodney R. Porter                   | britischer Biochemiker                                                                          | 67    |       |
| 7. September  | Albert Urmes                       | deutscher Politiker                                                                             | 74    |       |
| 7. September  | Friedrich-Franz Wellingerhof       | deutscher Geistlicher, Jugendpastor und Superintendent des Kirchenkreises Schwerin              | 68    |       |
| 8. September  | John Franklin Enders               | US-amerikanischer Virologe                                                                      | 88    |       |
| 8. September  | Ronald G. J. Fraser                | britischer Physiker                                                                             | 86    |       |
| 8. September  | Peter Krauland                     | österreichischer Rechtsanwalt, Politiker (ÖVP), Abgeordneter zum Nationalrat                    | 82    |       |
| 8. September  | Ana Mendieta                       | US-amerikanische Performancekünstlerin                                                          | 36    |       |
| 8. September  | Jupp Müller                        | deutscher Schriftsteller                                                                        | 63    |       |
| 8. September  | Hulda Pankok                       | deutsche Journalistin und Verlegerin                                                            | 90    |       |
| 8. September  | Walter Alexander Schnitzer         | deutscher Geologe und Paläontologe                                                              | 59    |       |
| 8. September  | Philomene Steiger                  | deutsche Weißnäherin und Kommunalpolitikerin                                                    | 89    |       |
| 9. September  | John Baker                         | britischer Bauingenieur und Professor für Baustatik                                             | 84    |       |
| 9. September  | Paul Flory                         | US-amerikanischer Chemiker und Nobelpreisträger                                                 | 75    |       |
| 9. September  | Oskar Frech                        | deutscher Werkzeugmacher und Firmengründer                                                      | 83    |       |
| 9. September  | Heinz Liers                        | deutscher Maler                                                                                 | 80    |       |
| 9. September  | Hugo Lindo                         | salvadorianischer Schriftsteller, Diplomat und Politiker                                        | 67    |       |
| 9. September  | Luis Padilla Nervo                 | mexikanischer Politiker und Präsident der UN-Generalversammlung in der sechsten Sitzungsperiode | 91    |       |
| 9. September  | Rudolf Oelzner                     | deutscher Bildhauer                                                                             | 79    |       |
| 9. September  | Maarten Jozef Vermaseren           | niederländischer Religionshistoriker                                                            | 67    |       |
| 9. September  | Antonino Votto                     | italienischer Opern-Dirigent                                                                    | 88    |       |
| 10. September | Marianus Czerny                    | deutscher Physiker                                                                              | 89    |       |
| 10. September | Rudolf Enderlein                   | deutscher Bildhauer                                                                             | 77    |       |
| 10. September | Ebbie Goodfellow                   | kanadischer Eishockeyspieler und -trainer                                                       | 79    |       |
| 10. September | Bonifati Michailowitsch Kedrow     | russischer Philosoph und Wissenschaftshistoriker                                                | 81    |       |
| 10. September | Alexa Kenin                        | US-amerikanische Schauspielerin                                                                 | 23    |       |
| 10. September | Werner Meyer                       | Schweizer Handballspieler                                                                       | 71    |       |
| 10. September | Ernst Öpik                         | estnischer Astronom                                                                             | 91    |       |
| 10. September | Ettore Maria Fizzarotti            | italienischer Filmregisseur                                                                     | 69    |       |
| 10. September | Samuel B. J. Oschoffa              | beninischer Kirchengründer                                                                      | 76    |       |
| 10. September | Miriam Hubbard Roelofs             | US-amerikanische Frauenrechtlerin und Mitbegründerin der Roycroft Campus Corporation            | 90    |       |
| 10. September | Jock Stein                         | schottischer Fußballspieler und -trainer                                                        | 62    |       |
| 11. September | William Alwyn                      | englischer Komponist                                                                            | 79    |       |
| 11. September | Eleanor Dark                       | australische Schriftstellerin                                                                   | 84    |       |
| 11. September | Emmy Klieneberger-Nobel            | deutsch-britische Mikrobiologin und Mitentdeckerin der Mykoplasmen                              | 93    |       |
| 11. September | Grete Mecenseffy                   | österreichische Historikerin                                                                    | 87    |       |
| 12. September | Lajzer Ajchenrand                  | jiddischer Schriftsteller                                                                       | 73    |       |
| 12. September | Louis-Alexandre Bélisle            | kanadischer Journalist, Unternehmer, Romanist und Lexikograf                                    | 83    |       |
| 12. September | Maurice Anthony Biot               | belgisch-amerikanischer Physiker und Begründer der Poroelastizität                              | 80    |       |
| 12. September | Albrecht von Boxberg               | deutscher Offizier                                                                              | 72    |       |
| 12. September | Pierre Castan                      | Schweizer Chemiker                                                                              | 86    |       |
| 12. September | Franz Josef Conrad                 | deutscher Politiker (CDU), MdB                                                                  | 41    |       |
| 12. September | Galina Iwanowna Dschunkowskaja     | sowjetische Pilotin                                                                             |       |       |
| 12. September | Armin L. Robinson                  | österreichischer Musikverleger und Textdichter                                                  | 85    |       |
| 13. September | Eedson Louis Millard Burns         | kanadischer General                                                                             | 87    |       |
| 13. September | George Roche Evans                 | US-amerikanischer Geistlicher, Weihbischof in Denver                                            | 62    |       |
| 13. September | Odhise Paskali                     | albanischer Bildhauer                                                                           | 81    |       |
| 13. September | Dane Rudhyar                       | französischer Komponist und Begründer der humanistischen Astrologie                             | 90    |       |
| 13. September | Benno Sterzenbach                  | deutscher Schauspieler und Regisseur                                                            | 69    |       |
| 13. September | Werner Trillmich                   | deutscher Historiker                                                                            | 71    |       |
| 14. September | Julian Beck                        | amerikanischer Schauspieler, Regisseur, Maler und Poet                                          | 60    |       |
| 14. September | John Caldwell Holt                 | US-amerikanischer Autor und Pädagoge                                                            | 62    |       |
| 14. September | Norbert Huber                      | österreichischer Radrennfahrer                                                                  |       |       |
| 14. September | Rolf Otto Lahr                     | deutscher Diplomat                                                                              | 76    |       |
| 14. September | Lajos Martiny                      | ungarischer Jazzmusiker                                                                         | 73    |       |
| 14. September | Max Mayr                           | deutscher Kommunalpolitiker (SPD) und Widerstandskämpfer gegen das NS-Regime                    | 89    |       |
| 15. September | Wolfgang Abendroth                 | deutscher Politologe                                                                            | 79    |       |
| 15. September | Bruno Banducci                     | US-amerikanischer Footballspieler                                                               | 63    |       |
| 15. September | Rudolf Fleck                       | deutscher Volkswirt                                                                             | 77    |       |
| 15. September | Cootie Williams                    | US-amerikanischer Jazztrompeter                                                                 | 74    |       |
| 15. September | Ewald Wortmann                     | deutscher Mediziner, Arzt der „Euthanasie“-Aktion T4                                            | 74    |       |
| 16. September | Tobias Udier                       | österreichischer Politiker (ÖVP), Landtagsabgeordneter                                          | 74    |       |
| 16. September | Kurt Wegner                        | deutscher Künstler in Schweden (seit 1938)                                                      | 77    |       |
| 16. September | Witold Wirpsza                     | polnischer Schriftsteller, Übersetzer                                                           | 66    |       |
| 17. September | Laura Ashley                       | walisische Designerin                                                                           | 60    |       |
| 18. September | Carmen Barth                       | US-amerikanischer Boxer                                                                         | 73    |       |
| 18. September | Monroe Curtis Beardsley            | US-amerikanischer Philosoph                                                                     | 69    |       |
| 18. September | Kurt Braun                         | deutschamerikanischer Arbeitsökonom                                                             | 88    |       |
| 18. September | Augusto Hamann Rademaker Grünewald | brasilianischer Admiral, Präsident Brasiliens                                                   | 80    |       |
| 18. September | Earl Hedrick                       | US-amerikanischer Filmarchitekt                                                                 | 89    |       |
| 18. September | Gerald Holtom                      | britischer Bildender Künstler und Designer                                                      | 71    |       |
| 18. September | Christian Kruck                    | deutscher Maler und Lithograf des Expressionismus                                               | 60    |       |
| 18. September | Walther Lampe                      | deutscher Kirchenjurist                                                                         | 91    |       |
| 18. September | Ed Lewis                           | US-amerikanischer Jazzmusiker                                                                   | 76    |       |
| 18. September | Walter Lindemann                   | deutscher Lehrer, Hochschullehrer und Aktivist der Freidenkerbewegung                           | 92    |       |
| 18. September | Violetta Napierska                 | deutsch-italienische Tänzerin und Schauspielerin                                                | 85    |       |
| 19. September | Italo Calvino                      | italienischer Schriftsteller                                                                    | 61    |       |
| 19. September | Charlie Holmes                     | US-amerikanischer Jazzsaxophonist                                                               | 75    |       |
| 19. September | Hans Weidel                        | deutscher Militärrichter im Nationalsozialismus                                                 | 82    |       |
| 19. September | Klaus Wittkugel                    | deutscher Grafiker und Hochschullehrer                                                          | 74    |       |
| 20. September | Karl Angerstein                    | deutscher Offizier, zuletzt Generalleutnant im Zweiten Weltkrieg                                | 94    |       |
| 20. September | Irmgard Enderle                    | deutsche Politikerin (KPD, SADP, SPD), MdBB, Gewerkschafterin und Journalistin                  | 90    |       |
| 20. September | Martin Franke                      | deutscher Politiker (SED), stellvertretender Minister für Post- und Fernmeldewesen der DDR      | 72    |       |
| 20. September | Georg Harder                       | deutscher Gesellschaftswissenschaftler und Hochschullehrer                                      | 55    |       |
| 20. September | Sascha Kronburg                    | österreichische Malerin, Grafikerin und Illustratorin                                           | 92    |       |
| 20. September | Kawamoto Taizō                     | japanischer Fußballspieler                                                                      | 71    |       |
| 20. September | Helen MacInnes                     | amerikanische Schriftstellerin schottischer Abstammung                                          | 77    |       |
| 20. September | Ernest Nagel                       | US-amerikanischer Philosoph                                                                     | 83    |       |
| 20. September | Ruhi Su                            | türkischer Volkssänger und Saz-Spieler                                                          |       |       |
| 21. September | Jan Cyž                            | sorbischer Jurist und Verleger sowie Landrat des Kreises Bautzen                                | 87    |       |
| 21. September | Emil Kießling                      | deutscher Papyrologe                                                                            | 89    |       |
| 21. September | Elly Naschold                      | österreichische Schauspielerin, Kabarettistin und Sängerin                                      | 58    |       |
| 21. September | Ina Rothschild                     | letzte Hausmutter des israelitischen Waisenhauses Esslingen, Holocaustüberlebende               | 83    |       |
| 22. September | Hermann Hahlo                      | deutscher und angelsächsischer Jurist                                                           | 80    |       |
| 22. September | Endre Nemes                        | ungarisch-schwedischer Maler und Grafiker                                                       | 75    |       |
| 22. September | Dirk Johannes Opperman             | südafrikanischer Schriftsteller                                                                 | 70    |       |
| 22. September | Axel Springer                      | deutscher Verleger, Gründer des Axel Springer Verlags                                           | 73    |       |
| 22. September | Geneviève Tabouis                  | französische Journalistin                                                                       | 92    |       |
| 22. September | Josef Ungermann                    | deutscher Behördenangestellter und Politiker (SPD), MdL Bayern                                  | 83    |       |
| 22. September | Heinz Wimmer                       | deutscher Komponist                                                                             | 88    |       |
| 22. September | Margarete Woltner                  | deutsche Slawistin                                                                              | 87    |       |
| 23. September | Beppe Assenza                      | italienischer Maler                                                                             | 80    |       |
| 23. September | Hans Havemann                      | deutscher Schriftsteller, Journalist und Geologe                                                | 98    |       |
| 23. September | Étienne Krähenbühl                 | Schweizer Dirigent und Musiker                                                                  |       |       |
| 23. September | Larry Shue                         | US-amerikanischer Schriftsteller                                                                | 39    |       |
| 23. September | Ferdinand Trentinaglia             | österreichischer Jesuit und Schriftsteller                                                      | 74    |       |
| 24. September | Giuseppe Almici                    | italienischer Geistlicher, Bischof von Alessandria                                              | 81    |       |
| 24. September | Pedro Fenollar                     | spanischer Schauspieler                                                                         | 61    |       |
| 24. September | Max Fishman                        | moldauischer Komponist                                                                          | 69    |       |
| 24. September | Cor Kools                          | niederländischer Fußballspieler                                                                 | 78    |       |
| 24. September | Helmut R. Külz                     | deutscher Jurist, Richter                                                                       | 82    |       |
| 24. September | Paul Mann                          | kanadischer Schauspieler und Sänger                                                             | 71    |       |
| 24. September | Antonio Poma                       | italienischer Geistlicher, Erzbischof von Bologna und Kardinal der römisch-katholischen Kirche  | 75    |       |
| 24. September | Henno Sepmann                      | estnischer Architekt                                                                            | 60    |       |
| 25. September | Zofia Jaroszewska                  | polnische Schauspielerin                                                                        | 83    |       |
| 25. September | Pál Kucsera                        | ungarischer Radsportler                                                                         | 63    |       |
| 25. September | Albert Moeschinger                 | Schweizer Komponist                                                                             | 88    |       |
| 25. September | Peter Neve                         | deutscher Architekt                                                                             | 79    |       |
| 25. September | Alexander Iwanowitsch Perwi        | sowjetischer Gewichtheber                                                                       | 24    |       |
| 25. September | William Rose                       | US-amerikanischer Chemiker                                                                      | 98    |       |
| 25. September | Jürgen Schäfer                     | deutscher Anglist und Hochschullehrer                                                           | 52    |       |
| 26. September | Frank Bracht                       | US-amerikanischer Filmeditor                                                                    | 75    |       |
| 26. September | Anton Janda                        | österreichischer Fußballspieler                                                                 | 81    |       |
| 26. September | Paul Moraux                        | belgischer Klassischer Philologe                                                                | 66    |       |
| 26. September | Gina Presgott                      | deutsche Schauspielerin und Kabarettistin                                                       | 60    |       |
| 26. September | Maria Röder                        | deutsche Kommunistin, Frauenrechtlerin und Justizopfer des Nationalsozialismus                  | 81    |       |
| 26. September | Werner Vordtriede                  | deutscher Autor und Literaturwissenschaftler                                                    | 70    |       |
| 26. September | Franz Wilflingseder                | österreichischer Historiker                                                                     | 63    |       |
| 27. September | Ralph G. Albrecht                  | amerikanischer Jurist                                                                           | 89    |       |
| 27. September | Nikolai Dmitrijewitsch Gulajew     | sowjetischer Pilot                                                                              | 67    |       |
| 27. September | Erna Kilkowski                     | deutsche Politikerin (CDU), MdL                                                                 | 77    |       |
| 27. September | Lloyd Nolan                        | US-amerikanischer Schauspieler                                                                  | 83    |       |
| 27. September | Herb Wallerstein                   | US-amerikanischer Filmregisseur und Filmproduzent                                               | 59    |       |
| 28. September | L. B. Abbott                       | US-amerikanischer Kameramann und Spezialeffektkünstler                                          | 77    |       |
| 28. September | Günter Sare                        | deutscher Maschinenschlosser                                                                    | 36    |       |
| 29. September | Helmut Damerius                    | deutscher Kommunist                                                                             | 79    |       |
| 29. September | Charles K. Fletcher                | US-amerikanischer Politiker                                                                     | 82    |       |
| 29. September | Joan Fry                           | englische Tennisspielerin                                                                       | 79    |       |
| 29. September | Arthur Krams                       | US-amerikanischer Artdirector und Szenenbildner                                                 | 73    |       |
| 29. September | Benjamin Markarjan                 | armenischer Astrophysiker                                                                       | 71    |       |
| 29. September | Paul Friedrich Scheffler           | deutscher Rechtsanwalt und Politiker (LDPD, FDP), MdA                                           | 90    |       |
| 30. September | Herbert Bayer                      | österreichischer Grafikdesigner, Typograf, Ausstellungsarchitekt, Maler und Fotograf            | 85    |       |
| 30. September | Floyd Crosby                       | US-amerikanischer Kameramann                                                                    | 85    |       |
| 30. September | Cuto Estévez                       | dominikanischer Musiker und Komponist                                                           | 69    |       |
| 30. September | Aleksejs Jurjevs                   | lettischer Radrennfahrer                                                                        | 75    |       |
| 30. September | Walter Martin                      | deutscher Theater- und Filmschauspieler und Regisseur                                           | 84    |       |
| 30. September | Charles Francis Richter            | US-amerikanischer Seismologe                                                                    | 85    |       |
| 30. September | Simone Signoret                    | französische Filmschauspielerin                                                                 | 64    |       |
| 30. September | Carl Ueter                         | deutscher Komponist von E-Musik                                                                 | 85    |       |
| September     | Rubens Bassini                     | brasilianischer Perkussionist                                                                   | 52    |       |
| September     | Pee Wee Spitelera                  | US-amerikanischer Jazz- und Unterhaltungsmusiker                                                | ≈48   |       |